# Argyraspide
Un argyraspide (en grec ancien ἀργυράσπιδες / argyráspides) ou « bouclier d'argent » est un fantassin d'élite dans l'armée macédonienne au temps des conquêtes d'Alexandre le Grand et du royaume séleucide. Les argyraspides, probablement apparus au départ de la campagne d'Inde, sont les héritiers des hypaspistes.

## Au temps d'Alexandre le Grand
Il existe plusieurs hypothèses quant à la date de création du corps des argyraspides, sachant que certaines sources, dont Diodore de Sicile et Quinte-Curce, qui s'appuient sur le récit de Clitarque, emploient le terme d'« argyraspide » dans leurs descriptions des ordres de bataille notamment celle de Gaugamèles, alors qu'il s'agirait d'une confusion avec les hypaspistes. Arrien évoque pour la première fois les argyraspides au moment de la sédition d'Opis en 324 av. J.-C.. Quant à Justin, il écrit qu'au départ de l'expédition en Inde, Alexandre aurait demandé au corps d'élite des hypaspistes de porter en signe de magnificence des boucliers ornés d'argent, d'où le nom d'« argyraspide » formé à partir d'arguros (« argent ») et d'aspis' (« bouclier »). Cette description se retrouve également chez Quinte-Curce. L'hypothèse la plus probable serait donc que les argyraspides auraient été créés en 327 au moment du départ vers l'Inde.
Durant la campagne orientale, ils sont placés sous le commandement de Séleucos. Au printemps 324, Cratère est chargé de les ramener en Macédoine parmi 10 000 vétérans des campagnes d'Asie mais la mort d'Alexandre en juin 323 modifie ce plan ; Cratère les laisse en Cilicie, sous le commandement d'Antigénès, pour y garder le trésor royal de Cyinda.
Comme les hypaspistes du temps d'Alexandre, les argyraspides porteraient une cuirasse de feutre ou de cuir et un casque métallique. Ils seraient équipés d'un bouclier, plus grand que celui des phalangites, d'une épée courte et d'une lance courte (la doratia), plus maniable que la sarisse. Leur effectif maximum est estimé à 3 000 hommes. Autant par leur mobilité que par leur puissance de choc, les argyraspides doivent servir de lien tactique entre la phalange et la cavalerie lourde des Compagnons.

## Au temps des Diadoques
Après la mort d'Alexandre, les argyraspides montreront une certaine déloyauté envers les Diadoques. En 321 av. J.-C. durant la première guerre des Diadoques, ils accompagnent Perdiccas en Égypte dans sa campagne contre Ptolémée, mais ils se mutinent et leur chef, Antigènes, est l'un des meurtriers de Perdiccas. Lors des accords de Triparadisos, ils entrent en rébellion cette fois contre Antipater qui les regagne à sa cause en les envoyant se servir dans les trésors de Suse. De retour en Cilicie, ils passent en 319 au service de Polyperchon, nouveau régent de Macédoine, qui confie leur commandement à Eumène de Cardia. Mais ce dernier, ancien chancelier d'Alexandre, est un Grec et non un Macédonien ; son autorité est d'emblée contestée par Antigénès et son adjoint Teutamos. Durant la bataille de  Gabiène en 316 entre Eumène et Antigone le Borgne, ce dernier s'empare de leur train de bagages et leur propose de lui livrer Eumène. Toutefois Antigone, qui se méfie de leur versatilité, fait exécuter Antigénès et sans doute son adjoint Teutamos. Les Argyraspides ainsi que leurs familles sont ensuite dispersés en Arachosie où la plupart périssent dans de vaines campagnes militaires sous le commandement du satrape Sibyrtios,.

## Au temps des Séleucides
Des argyraspides sont présents dans l'armée séleucide, notamment sous les règnes d'Antiochos III et d'Antiochos IV. Leur présence est attestée aux batailles de Raphia en 217 av. J.-C. et de Magnésie en 190 au nombre de 10 000. Ces troupes d'élite, qui forment le noyau de l'armée permanente, sont formées par des colons gréco-macédoniens installés en Syrie ou en Anatolie.
Ces unités sont les héritières de la garde royale d'Alexandre le Grand mais semblent équipées comme les sarissophores de la phalange. Il est également fait mention d'hypaspistes dans l'armée séleucide, par exemple lors du siège de Sardes en 214. On peut supposer que les deux termes se confondent dans les sources pour désigner une unité d’élite ou alors que les hypaspistes forment plus précisément la garde royale (agéma) séleucide.